# Andrzej Czuma

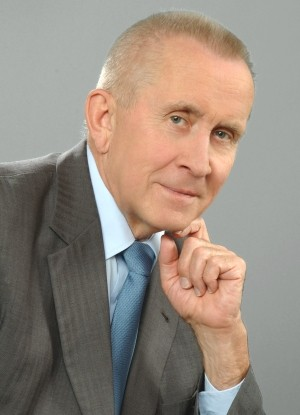
Andrzej Czuma

Andrzej Bobola Czuma (* 7. Dezember 1938 in Lublin, Polen) ist ein polnischer Politiker, Jurist und Historiker. Vom 23. Januar 2009 bis zum 7. Oktober 2009 war er Justizminister in der Regierung von Donald Tusk.
Er war langjähriger Oppositionsaktivist in Zeiten der Volksrepublik Polen, wurde verfolgt und unterdrückt und lebte seit den 1980er Jahren im Exil.

## Leben
Andrzej Czuma ist Absolvent der Rechtswissenschaften der Universität Warschau und Gründer der antikommunistischen Freiheitsbewegung „Ruch“. Im Juni 1970 wurde er durch die kommunistische Regierung der Volksrepublik Polen verhaftet und wegen eines Umsturzversuches des sozialistischen Systems zu sieben Jahren Haft verurteilt. Czuma war zu jener Zeit Gründer (neben u. a. Leszek Moczulski, Aleksander Hall und Marian Piłka) und Sprecher der Bewegung für Verteidigung der Menschen- und Bürgerrechte (ROPCiO) sowie Redakteur der Zeitschrift „Opinia“. 
Im März 1980 wurde er wegen Veranstaltung der Feierlichkeiten zum Nationalen Unabhängigkeitstag am Grabmal des unbekannten Soldaten  in Warschau für drei Monate verhaftet. Ab September 1980 war er als Berater der Solidarność in Schlesien sowie als Redakteur und Herausgeber der Zeitschrift „Wiadomości Katowickie“ tätig. Vom 12. Dezember 1981 bis zum 23. Dezember 1982 wurde Andrzej Czuma in den Internierungslagern in Białołęka, Jaworze und Darłówek gefangen gehalten. Seit 1986 lebte er im Exil in Chicago (USA), wo er in den ersten Jahren als Bauarbeiter und Maler arbeitete. Seit 1988 hatte er eine eigene Sendung beim Sender WNVR 1030 und später bei WPNA1490 in Chicago.
Seit dem 12. Dezember 2006 war er Abgeordneter des Sejm der 5. Kadenz und seit 5. November 2007 ist er Abgeordneter des Sejm der 6. Kadenz. Am 23. Januar 2009 wurde Andrzej Czuma Nachfolger von Zbigniew Ćwiąkalski in der Position des Justizministers. Auf Grund der sogenannten Glücksspielaffäre, dem Verdacht der Unterstützung der Glücksspielbranche zu Ungunsten des polnischen Staates, wurde er im Oktober 2009 aus dem Kabinett von Tusk entlassen.

## Ehrungen und Auszeichnungen
- Vom Präsidenten der Republik Polen Lech Kaczyński wurde Czuma mit dem Kommandeurskreuz mit Stern des Ordens Polonia Restituta und
- vom Exilpräsidenten Kazimierz Sabbat mit dem Offizierskreuz des Ordens Polonia Restituta ausgezeichnet.

## Verweise